# Дорогой мистер Кэш
«Дорогой мистер Кэш» (англ. Dear Mr. Cash) — американский фильм 2005 года.

## Сюжет
10-летняя Хейки живёт в собственном выдуманном мире, отгородившись от действительности. Её можно понять, ведь она пережила смерть дяди и уход из семьи отца. Но когда в её жизни появляется загадочная тетя Миранда, Хейки постепенно приходит к осознанию того, что в окружающем мире все не так уж и плохо, когда рядом с тобой находятся люди, которые тебя любят.

## Награды
- Honolulu International Festival
  - 2010 — Gold Kahuna Award (Венди Купер-Поршелли)